# Hanns Cibulka
Hanns Cibulka (20. září 1920, Krnov – 20. června 2004, Gotha) byl německý spisovatel, autor deníků a básník. V letech 1939 až 1945 byl vojákem Wehrmachtu, z amerického zajetí se již nemohl vrátit do Československa, usídlil se v sovětské okupační zóně, pracoval jako vedoucí knihovny ve městě Gotha a patřil ke známým východoněmeckým literátům, i když byl režimem spíše jen tolerován než podporován.

## Spisy

### České překlady
- Kniha Rút: ze zápisků archeologa Michaela S., překlad Otakar Veselý, Praha, Vyšehrad, 1990, ISBN 80-7021-024-9
- Vyznání lásky v městečku K., překlad Ludvík Kundera, Praha, Lidové nakladatelství, 1980
- České motivy, vybral, přeložil a doslov Návraty paměti napsal Luboš Příhoda, Liberec, Severočeské nakladatelství, 1967